# Раппан, Карл
Карл Ра́ппан (нем. Karl Rappan; 26 сентября 1905, Вена — 2 января 1996, Берн) — австрийский футболист и тренер. Изобретатель системы «Засов», предшественницы Катеначчо. Один из основателей Кубка Интертото.

## Биография

### Карьера игрока
Раппан начинал игровую карьеру в небольших клубах ДАК, «Штрасенбан» и «Донау» из родной Вены, где играл попеременно крайним нападающим, центрфорвардом и полузащитником. В 1924 году талантливого юношу заметил клуб «Ваккер» и пригласил к себе. Там он играл обычно на краю нападения, а затем был переведён в полузащиту. Во время игры в «Ваккере» его заметило руководство национальной сборной, за которую он провёл два матча. В 1929 году Раппан перешёл в венскую «Аустрию», но там играл нечасто. Затем был переход в «Рапид», где Карл играл и того реже, всего 6 матчей из 22 сыгранных командой.
Раппан окончил Школу торговли и серьёзно решал, выбрать ли футбол или гражданскую профессию.
В 1931 году Раппану приходит предложение из швейцарского «Серветта», которое он принял. Первоначально использовать Раппана намеревались на правом краю нападения, но постепенно идеи Раппана нашли понимание у президента клуба — Эдуарда Фуллике, так Раппан стал играющим тренером. Он переместился в защиту и стал с места центрального защитника руководить партнёрами.

### Карьера тренера
Революционные идеи Раппана сделали результат, с «Серветтом» он дважды становился чемпионом Швейцарии в 1933 и 1934, при том оба чемпионства были завоёваны в разных форматах турнира — в региональных турнирах с победителями групп и в общепринятом турнире национальной лиги. Притом в обоих чемпионатах «Серветт» пропускал меньше всех, а забивал больше всех.
В 1935 году тренера пригласил «Грасхопперс», который искал замену знаменитому венгру Дори Кюршнеру. С «Грассхопперсом» Раппан выиграл 5 чемпионатов Швейцарии и 7 кубков Швейцарии, в трёх сезонах сделав дубль. В 1948 году Раппан вернулся в «Серветт», с которым выиграл чемпионат и Кубок. После «Серветта» Раппан год тренировал «Цюрих». Затем, помимо сборной, тренировал «Лозанну», с которой выиграл чемпионат 1965 года. В 1970—1971 гг. Раппан работал техническим директором «Рапида».

### Тренер сборной
В 1937 году Раппана пригласили тренировать сборную команду Швейцарии. В первой игре при Раппане Швейцария встречалась с Австрией и проиграла 3:4. Ставку в сборной Раппан делал на игроков знакомого ему «Грассхопперса». На чемпионате мира во Франции 1938 команда Раппана сенсационно обыграла немцев 4:2, проигрывая по ходу матча 0:2. Затем Раппан тренировал сборную с 1942 по 1949.
В 1953 году Раппана снова позвали управлять главной швейцарской командой. Чемпионат мира 1954 года проходил в Швейцарии, на нём Швейцария дошла до четвертьфинала, где в 35-градусную жару проиграла австрийцам 5:7.
В последний раз Раппан тренировал команду с 1960 по 1963. На чемпионате мира 1962 команда провалилась, а в 1963 тренер ушёл.
Всего Раппан руководил командой в 77 матчах, из которых 29 выиграл и 36 проиграл. В финальных турнирах чемпионата мира команда Раппана одержала 3 победы, проиграла 6 раз и один матч свела вничью.

### Система «Болт»
Это переход от традиционной для того времени 2-3-5 на схему 4-3-3 с обязательными стоппером и чистильщиком. Крайние полузащитники становились крайними защитниками, тесня крайних форвардов и полузащитников к бровке, центр поля отдавался под контроль противнику, а полузащита отходила близко к штрафной, таким образом создавался заслон (при быстрой атаке — полузащита становилась первой линией защиты, пятясь до определённого момента, а затем встречая атакующих), нападающие действовали против полузащиты противника, даже была придумана позиция оттянутого нападающего. Все игроки действовали по зонам.

### Интересные факты
- 31 декабря 1931 года Раппан, Такс, Родригес и Васильев[уточнить] были одновременно на поле в составе «Серветта» на поле, а по тогдашним швейцарским правилам, появившимся в том же году, на поле разрешалось присутствовать только трём легионерам. Раппан и Такс по заявке проходили как студенты, но когда руководство соперника — «Лозанны» — потребовало справок из учебных заведений, футболисты не смогли их предоставить, и «Серветту» было засчитано техническое поражение 0:3[источник не указан 155 дней].
- Раппан отказался возглавлять сборную Германии в 1938 году.
- Раппан был нацистом, членом НСДАП. Вся семья была связана с нацизмом: жена Эрнестина была активисткой в нацистских кружках Цюриха, дочь Ильзе состояла в Союзе немецких девушек, сын был членом гитлерюгенда. В матче Германия—Швейцария на чемпионате мира 1938 Раппан приветствовал немецкую команду традиционным нацистским жестом — поднятой рукой[3].
- Раппан был владельцем отеля в Вольфгангзе и ресторана в Женеве, также занимался трансферами игроков.
- Благодаря связям Раппана «Серветт» был первой швейцарской командой, выступавшей в Кубке европейских чемпионов. Место «Серветту» было уступлено чемпионом Швейцарии — клубом «Шо-де-Фон».
- В 1948 году Раппану дали швейцарское гражданство.

## Достижения
Как игрок
- Чемпион Австрии: 1930
- Чемпион Швейцарии: 1933, 1934
- Обладатель Кубка Митропы: 1930

Как тренер
- Чемпион Швейцарии: 1937, 1939, 1942, 1943, 1945, 1950, 1965
- Обладатель Кубка Швейцарии: 1937, 1938, 1940, 1941, 1942, 1943, 1946, 1949, 1964

## Статистика выступлений
| Клуб              | Сезон            | Лига | Лига | Кубки | Кубки | Кубок Митропы | Кубок Митропы | Прочие | Прочие | Итого | Итого |
| Клуб              | Сезон            | Игры | Голы | Игры  | Голы  | Игры          | Голы          | Игры   | Голы   | Игры  | Голы  |
| ----------------- | ---------------- | ---- | ---- | ----- | ----- | ------------- | ------------- | ------ | ------ | ----- | ----- |
| Штрасенбан (Вена) | 1922/23          | 10   | 3    | 1     | 0     | -             | -             | 0      | 0      | 11    | 3     |
| Штрасенбан (Вена) | Итого            | 10   | 3    | 1     | 0     | 0             | 0             | 0      | 0      | 11    | 3     |
| Донау (Вена)      | 1923/24          | 19   | 10   | 1     | 0     | -             | -             | 0      | 0      | 20    | 10    |
| Донау (Вена)      | Итого            | 19   | 10   | 1     | 0     | 0             | 0             | 0      | 0      | 20    | 10    |
| Ваккер (Вена)     | 1924/25          | 20   | 4    | 1     | 0     | -             | -             | 0      | 0      | 21    | 4     |
| Ваккер (Вена)     | 1925/26          | 24   | 9    | 2     | 1     | -             | -             | 0      | 0      | 26    | 10    |
| Ваккер (Вена)     | 1926/27          | 20   | 8    | 1     | 0     | -             | -             | 4      | 6      | 25    | 14    |
| Ваккер (Вена)     | 1927/28          | 15   | 9    | 3     | 7     | 0             | 0             | 0      | 0      | 18    | 16    |
| Ваккер (Вена)     | Итого            | 79   | 30   | 7     | 8     | 0             | 0             | 4      | 6      | 90    | 44    |
| Аустрия (Вена)    | 1928/29          | 19   | 7    | 3     | 1     | 0             | 0             | 0      | 0      | 22    | 8     |
| Аустрия (Вена)    | 1929/30          | 4    | 1    | 0     | 0     | 0             | 0             | 0      | 0      | 4     | 1     |
| Аустрия (Вена)    | Итого            | 23   | 8    | 3     | 1     | 0             | 0             | 0      | 0      | 26    | 9     |
| Рапид (Вена)      | 1929/30          | 6    | 2    | 0     | 0     | 0             | 0             | 0      | 0      | 6     | 2     |
| Рапид (Вена)      | 1930/31          | 13   | 0    | 6     | 0     | 6             | 0             | 0      | 0      | 25    | 0     |
| Рапид (Вена)      | Итого            | 19   | 2    | 6     | 0     | 6             | 0             | 0      | 0      | 31    | 2     |
| Серветт           | 1931/32          | 16   | 0    | 3     | 0     | 0             | 0             | 0      | 0      | 19    | 0     |
| Серветт           | 1932/33          | 20   | 0    | 2     | 0     | 0             | 0             | 8      | 0      | 30    | 0     |
| Серветт           | 1933/34          | 27   | 0    | 6     | 0     | 0             | 0             | 0      | 0      | 33    | 0     |
| Серветт           | 1934/35          | 18   | 1    | 4     | 0     | 0             | 0             | 0      | 0      | 22    | 1     |
| Серветт           | Итого            | 81   | 1    | 15    | 0     | 0             | 0             | 8      | 0      | 104   | 1     |
| Всего за карьеру  | Всего за карьеру | 231  | 54   | 33    | 9     | 6             | 0             | 12     | 6      | 282   | 69    |